# Francis A. Burkle-Young
Francis A. Burkle-Young (Pittsburgh, 1945 – 17 januari 2005) was een Amerikaans historicus, gespecialiseerd in de geschiedenis van de Rooms-Katholieke Kerk.

## Loopbaan
Hij groeide op in Washington D.C. en toonde al als kind een grote belangstelling voor de geschiedenis van de kerk. In 1958 begon hij - in de Library of Congress - (hij was toen pas dertien jaar oud) aan zijn onderzoek naar het College van Kardinalen. Hij studeerde geschiedenis in Rome en Mainz en behaalde zijn doctoraat aan de Universiteit van Maryland in 1978. Zijn proefschrift handelde over de kardinalen van de vijftiende eeuw.
Burkle-Young doceerde geschiedenis aan de Universiteit van Maryland, de Universiteit van Akron en de George Washington Universiteit. Zijn bekendste boek is Passing the keys: Modern cardinals, conclaves and the election of the next pope New York, Oxford, 1999 ISBN 1-56833-130-4. Ook bekend is The Life of Cardinal Innocenzo del Monte: A Scandal in Scarlet; Together with Materials for a History of the House of Ciocchi del Monte San Savino Edwin Mellen Press Ltd, 1997, ISBN 0773485813, over de minnaar en adoptief-neef van paus Julius III. Daarnaast schreef hij ook een aantal vaktechnische werken waarvan The Art of the Footnote: The intelligent Student's Guide to the Art and Science of Annotating nog steeds aan veel Amerikaans universiteiten wordt gebruikt. Zijn recentste boek is Papal elections in the Age of Transition Lanham, 2000.
Burkle-Young werkte later als senior consultant op het gebied van elektronische informatieverwerking en online-onderzoek. Hij overleed in 2005 op 60-jarige leeftijd.